# Бертоне, Катрин
Катрин Ольга Маргерит Бертоне-Бельтрами (итал. Catherine Olga Marguerite Bertone-Beltrami; род. 6 мая 1972, Бурса) — итальянская легкоатлетка, специалистка по бегу на длинные дистанции и марафону. Выступает на крупных шоссейных стартах с 1994 года, обладательница серебряных медалей чемпионатов Европы в командном зачёте, чемпионка Италии в марафоне, участница летних Олимпийских игр в Рио-де-Жанейро.

## Биография
Катрин Бертоне родилась 6 мая 1972 года в городе Бурса, Турция, где её отец-итальянец в то время работал на предприятии Fiat. Некоторое время семья проживала в Белу-Оризонти, Бразилия, после чего вернулась в Италию — здесь Катрин окончила Туринский университет, получив учёную степень в области медицины.
Работала по специальности врачом, специализировалась на лечении инфекционных заболеваний. Вышла замуж за Габриэле Бельтрами, родила двоих дочерей Коринне и Эмилие. Одновременно с основной работой серьёзно занималась бегом, вместе с мужем и старшим братом Сильвио показывала высокие результаты в стайерских дисциплинах.
В 1990-е годы регулярно принимала участие в домашнем Туринском марафоне, но не выбегала из трёх часов и была далека от попадания в число призёров.
В 2000 и 2001 годах дважды выступила на Парижском марафоне, заняла 30-е и 23-е места.
В 2003 году с результатом 2:43:56 закрыла десятку сильнейших Миланского марафона.
В 2004 году одержала победу на полумарафоне в Аосте, была восьмой на Миланском марафоне.
В 2005 году стала бронзовой призёркой на марафоне в Мон-Сен-Мишель.
В 2008 году выиграла полумарафон в Сангано и марафон в Сан-Ремо.
В 2011 году была лучшей на марафоне в Верчелли, с результатом 2:36:00 заняла 16-е место на Берлинском марафоне.
В 2012 году среди прочего закрыла десятку сильнейших на Франкфуртском марафоне (2:34:58).
В 2013 году показала 13-й результат на Римском полумарафоне и на Франкфуртском марафоне.
В 2014 году добавила в послужной список победу на полумарафоне в Павии.
В 2015 году стала чемпионкой Италии по марафону.
В 2016 году с результатом 2:30:19 финишировала четвёртой на Роттердамском марафоне, заняла 38-е место в полумарафоне на чемпионате Европы в Амстердаме, став серебряной призёркой командного зачёта. Выполнив олимпийский квалификационный норматив (2:45:00), удостоилась права защищать честь страны на летних Олимпийских играх в Рио-де-Жанейро — в программе марафона показала время 2:33:29, расположившись в итоговом протоколе соревнований на 25-й строке.
На Берлинском марафоне 2017 года пришла к финишу шестой и установила свой личный рекорд — 2:28:34. С этим результатом Бертоне является действующей рекордсменкой мира среди марафонок старше 45 лет.
В 2018 году помимо прочего принимала участие в чемпионате Европы в Берлине — в марафоне с результатом 2:30:06 финишировала восьмой (вместе с соотечественницами стала серебряной призёркой разыгрывавшегося здесь командного Кубка Европы по марафону).
В 2019 году была седьмой на Пражском марафоне (2:31:07).
В 2020 году с результатом 2:39:39 выиграла серебряную медаль на чемпионате Италии по марафону в Реджо-Эмилии.
В 2021 году заняла 12-е место на Парижском марафоне (2:52:53).
В 2022 году отметилась выступлением на полумарафоне в Виново, став на финише шестой.